# まとめ (アルバム)
『まとめI』並びに『まとめII』は、 aikoのベスト・アルバム。2011年2月23日に2作同時発売。

## 背景
メジャー・デビュー13年目にして初のベスト・アルバム。これまでにリリースされたシングル曲・アルバム曲などから各16曲ずつ2作合計で32曲を収録。また、それぞれ1曲ずつCD初収録の曲が含まれる。
両作品とも初回生産盤は初回限定特別仕様盤として限定スペサルBOX仕様、特典DISC（「aikoのオールナイトニッポンCD」および新曲「ラジオ」収録）封入などの特典がついている。
『まとめⅡ』M-11「帽子と水着と水平線」が、初回のみ、「帽子と水着の水平線」と誤植がある。
発売が決定した翌日の、2010年12月25日の朝日新聞の朝刊に全面広告が載せられたが、2枚同時発売という発表まではなかった。リリースの時期には阪急電車で中吊り広告があった。
『まとめI』は2017年9月時点でTSUTAYAにおいて累計176万回以上がレンタルされ、同時点でTSUTAYAにおけるベスト盤のレンタル回数では歴代27位である。
当2枚では選外となったシングル表題曲「あした」「ロージー」「おやすみなさい」「あなたと握手」「今度までには」「花風」「スター」「雲は白リンゴは赤」、「星のない世界」「嘆きのキス」「戻れない明日」「向かいあわせ」は後のベスト・アルバム『aikoの詩。』に収録されている。

## チャート成績
2011年3月7日付オリコン週間アルバムチャートでは2位（I）と3位（II）を記録（1位は桑田佳祐『MUSICMAN』）。女性歌手のアルバムが2作同時にチャートトップ3入りを果たしたのは、2008年3月24日付の柴咲コウ（『Single Best』1位・『The Back Best』3位）以来2年11ヶ月ぶり。

## 収録曲
- ※印のつけられた曲は収録に際して再レコーディングがなされている[4]。

### CD
| 全作詞・作曲: AIKO、全編曲: 島田昌典（12: 吉俣良）。 |                        |       |            |      |
| #                                                    | タイトル               | 作詞  | 作曲・編曲 | 時間 |
| 1.                                                   | 「milk」               | AIKO  | AIKO       | 4:17 |
| 2.                                                   | 「花火」               | AIKO  | AIKO       | 4:40 |
| 3.                                                   | 「赤いランプ」(※)      | AIKO  | AIKO       | 5:41 |
| 4.                                                   | 「カブトムシ」         | AIKO  | AIKO       | 5:17 |
| 5.                                                   | 「夢のダンス」         | AIKO  | AIKO       | 5:01 |
| 6.                                                   | 「二時頃」             | AIKO  | AIKO       | 4:51 |
| 7.                                                   | 「シャッター」(※)      | AIKO  | AIKO       | 4:48 |
| 8.                                                   | 「瞳」                 | AIKO  | AIKO       | 5:23 |
| 9.                                                   | 「蝶々結び」           | AIKO  | AIKO       | 5:12 |
| 10.                                                  | 「be master of life」  | AIKO  | AIKO       | 4:42 |
| 11.                                                  | 「飛行機」             | AIKO  | AIKO       | 5:09 |
| 12.                                                  | 「気付かれないように」 | AIKO  | AIKO       | 6:01 |
| 13.                                                  | 「横顔」               | AIKO  | AIKO       | 5:06 |
| 14.                                                  | 「れんげ畑」           | AIKO  | AIKO       | 3:32 |
| 15.                                                  | 「桜の時」             | AIKO  | AIKO       | 4:28 |
| 16.                                                  | 「えりあし」           | AIKO  | AIKO       | 3:58 |
| 合計時間:                                            | 合計時間:              | 78:06 |            |      |

| 全作詞・作曲: AIKO、全編曲: 島田昌典（16: 吉俣良）。 |                           |       |            |      |
| #                                                    | タイトル                  | 作詞  | 作曲・編曲 | 時間 |
| 1.                                                   | 「ボーイフレンド」        | AIKO  | AIKO       | 4:47 |
| 2.                                                   | 「アンドロメダ」          | AIKO  | AIKO       | 4:50 |
| 3.                                                   | 「二人」                  | AIKO  | AIKO       | 4:59 |
| 4.                                                   | 「初恋」                  | AIKO  | AIKO       | 5:11 |
| 5.                                                   | 「ナキ・ムシ」            | AIKO  | AIKO       | 4:46 |
| 6.                                                   | 「キラキラ」              | AIKO  | AIKO       | 5:08 |
| 7.                                                   | 「歌姫」                  | AIKO  | AIKO       | 5:28 |
| 8.                                                   | 「愛の病」(※)             | AIKO  | AIKO       | 3:46 |
| 9.                                                   | 「かばん」                | AIKO  | AIKO       | 5:03 |
| 10.                                                  | 「天の川」                | AIKO  | AIKO       | 5:59 |
| 11.                                                  | 「KissHug」               | AIKO  | AIKO       | 6:03 |
| 12.                                                  | 「帽子と水着と水平線」(※) | AIKO  | AIKO       | 3:57 |
| 13.                                                  | 「mix juice」             | AIKO  | AIKO       | 4:05 |
| 14.                                                  | 「ジェット」(※)           | AIKO  | AIKO       | 3:26 |
| 15.                                                  | 「シアワセ」              | AIKO  | AIKO       | 5:25 |
| 16.                                                  | 「三国駅」                | AIKO  | AIKO       | 5:03 |
| 合計時間:                                            | 合計時間:                 | 77:56 |            |      |

### 曲解説
1. milk
  - 25thシングル。
2. 花火
  - 3rdシングル。
3. 赤いランプ
  - 4thアルバム『秋 そばにいるよ』収録。
4. カブトムシ
  - 4thシングル。
5. 夢のダンス
  - 5thアルバム『暁のラブレター』収録。
6. 二時頃
  - 2ndシングル「ナキ・ムシ」のカップリング曲。
  - アルバム初収録。
7. シャッター
  - 7thアルバム『彼女』収録。
8. 瞳
  - 7thアルバム『彼女』収録。
9. 蝶々結び
  - 12thシングル。
10. be master of life
  - 3rdアルバム『夏服』収録。
  - 大サビの観客の声はカットされている。
11. 飛行機
  - 3rdアルバム『夏服』収録。
12. 気付かれないように
  - 7thアルバム『彼女』収録。
13. 横顔
  - 22ndシングル。
14. れんげ畑
  - インディーズ・アルバム『GIRLIE』に隠しトラックとして1番のみ収録。
  - フルサイズでの収録は本作が初となる。
15. 桜の時
  - 5thシングル。
16. えりあし
  - 14thシングル。

### まとめII
1. ボーイフレンド
  - 6thシングル。
2. アンドロメダ
  - 13thシングル。
3. 二人
  - 23rdシングル。
4. 初恋
  - 7thシングル。
5. ナキ・ムシ
  - 2ndシングル。
6. キラキラ
  - 18thシングル。
7. 歌姫
  - 1stアルバム『小さな丸い好日』収録。
8. 愛の病
  - 2ndアルバム『桜の木の下』収録。
9. かばん
  - 15thシングル。
10. 天の川
  - 5thアルバム『暁のラブレター』収録。
11. KissHug
  - 24thシングル。
12. 帽子と水着と水平線
  - 12thシングル「蝶々結び」のカップリング曲。
13. mix juice
  - CD初収録。
  - 過去にはライブ・ビデオ『Love Like Pop』『有楽町で逢いましょう 〜Love Like Pop Vol. 6〜』に収録されていた。
14. ジェット
  - 1stアルバム『小さな丸い好日』収録。
15. シアワセ
  - 21stシングル。
16. 三国駅
17thシングル。